# Anolis solitarius
Anolis solitarius är en ödleart som beskrevs av  Alexander Grant Ruthven 1916. Anolis solitarius ingår i släktet anolisar, och familjen Polychrotidae. Inga underarter finns listade i Catalogue of Life.